# Taina Bofferding
Taina Bofferding (ur. 22 listopada 1982 w Esch-sur-Alzette) – luksemburska polityk i samorządowiec, parlamentarzystka, w latach 2018–2023 minister.

## Życiorys
Ukończyła szkołę średnią w rodzinnej miejscowości, w 2005 uzyskała dyplom nauczyciela. W 2011 została absolwentką socjologii na Universität Trier. W 2004 wstąpiła do Luksemburskiej Socjalistycznej Partii Robotniczej. W latach 2011–2018 zasiadała w radzie miejskiej rodzinnej miejscowości. W kadencji 2013–2018 sprawowała mandat posłanki do Izby Deputowanych. Do luksemburskiego parlamentu wybrana została także w 2023.
W grudniu 2018 w nowym rządzie Xaviera Bettela objęła stanowiska ministra do spraw równouprawnienia kobiet i mężczyzn oraz ministra spraw wewnętrznych. Zakończyła urzędowanie w listopadzie 2023.